# Ceratostema madisonii
Ceratostema madisonii är en ljungväxtart som beskrevs av J. L. Luteyn. Ceratostema madisonii ingår i släktet Ceratostema och familjen ljungväxter. Inga underarter finns listade i Catalogue of Life.